# Pałac w Nieborowie
Pałac w Nieborowie – zabytkowy pałac w Nieborowie, zaprojektowany przez Tylmana z Gameren na zlecenie Michała Stefana Radziejowskiego. Pałac od 1774 do 1945 należał do rodziny Radziwiłłów. Po drugiej wojnie światowej stał się oddziałem Muzeum Narodowego w Warszawie.

## Historia
Pomiędzy 1690 a 1696 prymas Michał Stefan Radziejowski nabył Nieborów i wybudował w nim barokowy pałac, w którym bywał jednak tylko okazjonalnie. Już w 1697 sprzedał dobra nieborowskie Jerzemu Towiańskiemu. Przez kolejne stulecie często zmieniał właścicieli: byli nimi Aleksander Jakub Lubomirski – miecznik wielki koronny, kuchmistrz wielki koronny i generał, Stanisław Łochocki (kasztelan dobrzyński) i Michał Kazimierz Ogiński – hetman wielki litewski, wojewoda wileński.
Od 1774 pałac należał do księcia Michała Hieronima Radziwiłła, który zgromadził tam bogatą kolekcję obrazów mistrzów europejskich – holenderskich, niemieckich, włoskich i hiszpańskich oraz portrety osobistości polskich i obcych, gabinet kilkunastu tysięcy rycin, księgozbiór unikatowych starodruków (od XVI w.), zespoły mebli polskich, angielskich i francuskich, zbiory sztuki zdobniczej – sreber, porcelany, szkieł i tkanin. Cenne globusy z końca XVII w., wybitnego weneckiego kartografa Vincenza Coronellego należały niegdyś do Ludwika XVIII. Zdetronizowany władca jadąc do Kurlandii, zadłużył się u wojewody, a gwarancją długu miały być te dwa olbrzymie dzieła kartograficzne, przedstawiające kulę ziemską oraz mapę nieba.
Przez pokoje pałacu w Nieborowie przewinęło się wiele znanych postaci: głowy państw Stanisław August Poniatowski, Fryderyk Wilhelm, cesarz Aleksander I, artyści: Julian Ursyn Niemcewicz, Jan Piotr Norblin, Aleksander Orłowski, Stanisław Trembecki. Już w 1835 Antoni Blank sporządził liczący 145 stron spis dzieł sztuki przechowywanych w galerii nieborowskiej.
Od 1841 pałac należał do syna Michała Hieronima – Michała Gedeona Radziwiłła. W połowie XIX w. zbiory uległy częściowemu rozproszeniu poprzez wyprzedaż, a także wskutek wyjazdu księcia Zygmunta Radziwiłła do Paryża. Kolekcja roślin z oranżerii, będącej własnością cesarską od 1868 posłużyła do wyposażenia Nowej Pomarańczarni w warszawskich Łazienkach. Dawną świetność nieborowskiego pałacu zaczął odbudowywać od 1879 ks. Michał Piotr Radziwiłł. W 1922 z inicjatywy księcia Janusza Radziwiłła pałac został nadbudowany o jedną kondygnację, według projektu Romualda Gutta. Podczas wspomnianej przebudowy pałac zelektryfikowano, zainstalowano łazienki i sanitariaty i w części pomieszczeń założono centralne ogrzewanie. 3 lutego 1945 pałac został znacjonalizowany w ramach reformy rolnej. Następnie przekazano go Muzeum Narodowemu jako oddział.
W pałacu i oficynie utworzono dom pracy twórczej dla ludzi nauki i artystów, a reprezentacyjne sale pierwszego piętra udostępniono zwiedzającym. Obiekt należy do najlepiej zachowanych siedzib arystokratycznych w Polsce.
Pałac wpisano do rejestru zabytków 18 stycznia 1962.

## Architektura
Barokowy pałac na planie prostokąta pierwotnie posiadał dwie kondygnacje. Fasada była symetryczna, 13-osiowa z dwiema wysuniętymi w kierunku dziedzińca kwadratowymi wieżami skrajnymi o czterech kondygnacjach, nakrytych barokowymi hełmami. Budynek główny przykryty był dachem czterospadowym krytym blachą miedzianą. W latach 1766–1770 podczas prac renowacyjnych pałac otrzymał na szczycie frontonu od strony dziedzińca postać tańczącego Bachusa, mogącą pochodzić z pracowni Jana, Jerzego Plerscha. Za czasów Ogińskiego we frontonie od strony dziedzińca umieszczono mitrę książęcą, a nad kartuszem herbowym Oginiec i Pogoń ze złoconego brązu, oraz skrzyżowaną buławę i buzdygan, jako oznakę siedziby hetmana.
Przy elewacji północnej znajdują się dwie wieże ozdobione boniowaniem, pilastrami, gzymsami i blendami. Na wieżach hełmy barokowe. Na osiach elewacji północnej i południowej pozorne ryzality z tympanonami. We frontonie elewacji ogrodowej w końcu XVIII w. na miejsce herbu Ogińskich wstawiono herb Radziwiłłów Trąby. Podczas przebudowy pałacu w początkach XX w. wymieniono konstrukcję dachu na wysoki, łamany kryty dachówką, w którym umiejscowiono dobudowaną trzecią kondygnację. Umieszczono w niej pokoje gościnne, dodatkowo z połączeniem pokoi w wieżach. Układ wnętrza dwutraktowy.
Na polecenie Ogińskiego niektóre wnętrza zaprojektowano w stylu rokoko. Reprezentacyjna klatka schodowa wyłożona została kafelkami holenderskimi, a reprezentacyjne komnaty na pierwszym piętrze otrzymały wystrój rokokowy. Wystrój ten w  Salonie Czerwonym, jednej z najbardziej reprezentacyjnych sal pałacu, z portretem Anny Orzelskiej pędzla Antoine’a Pesne’a zachował się do dzisiaj. Z tego okresu pochodzą rokokowe nadproża kominków i ich płyty.
Przy wsparciu żony Heleny Michał Hieronim kontynuował urządzanie wnętrz w stylach rokokowym i klasycystycznym na podstawie projektu Szymona Bogumiła Zuga.  W 1784 według jego projektu przebudowano w stylu neoklasycystycznym gabinety Żółty i Zielony. Zug był również autorem projektu ogrodu francuskiego wokół pałacu.

## Ogrody
W skład zespołu pałacowego wchodzi również zabytkowy park zaprojektowany przez Tylmana z Gameren, przekomponowany w XVIII w. zrekonstruowany w latach 1949-1950 według projektu profesora Gerarda Ciołka. Główną osią założenia jest aleja lipowa od pałacu do półokrągłego występu w fosie zwanego "aha" z pasem trawnika pośrodku. Zachodnią granicę ogrodu stanowi kanał w kształcie litery "L" o długości ramion 330 m i 120 m z trzema basenami. Po stronie wschodniej kanału rozciąga się szpaler lipowo-grabowy. W północno-zachodniej części parku znajduje się duży staw z wysepką, oddzielony od kanału groblą wysadzaną topolami i lipami. Za kanałem park krajobrazowy z początku XVIII w. oraz liczne budynki gospodarcze. Od sierpnia 2014 do lutego 2015 płaskorzeźba Porwanie Persefony przez Hadesa poddana była gruntownej konserwacji.

## Pałac w mediach i kulturze
W pałacu i otaczającym go ogrodzie kręcono m.in. filmy i seriale: Akademia Pana Kleksa (1984), Pan Samochodzik i niesamowity dwór, Kariera Nikodema Dyzmy, Plebania, Popioły, Ojciec Mateusz, Borys Godunow, Chłopi, Dama Pikowa, Dzieje grzechu, Frankenstein, Hans Christian Andersen, Lalka, Lotna, Łuk Erosa, Nowe przygody Arsena Lupin, Pensja Pani Latter, Szuler, Wielka miłość Balzaka i  Złoto dezerterów.
Pałac był odwiedzany również w XIX i XX wieku przez artystów. Konstanty Ildefons Gałczyński, jeden z gości obiektu, napisał na temat miejscowej rzeźby z czasów rzymskich poemat Niobe.

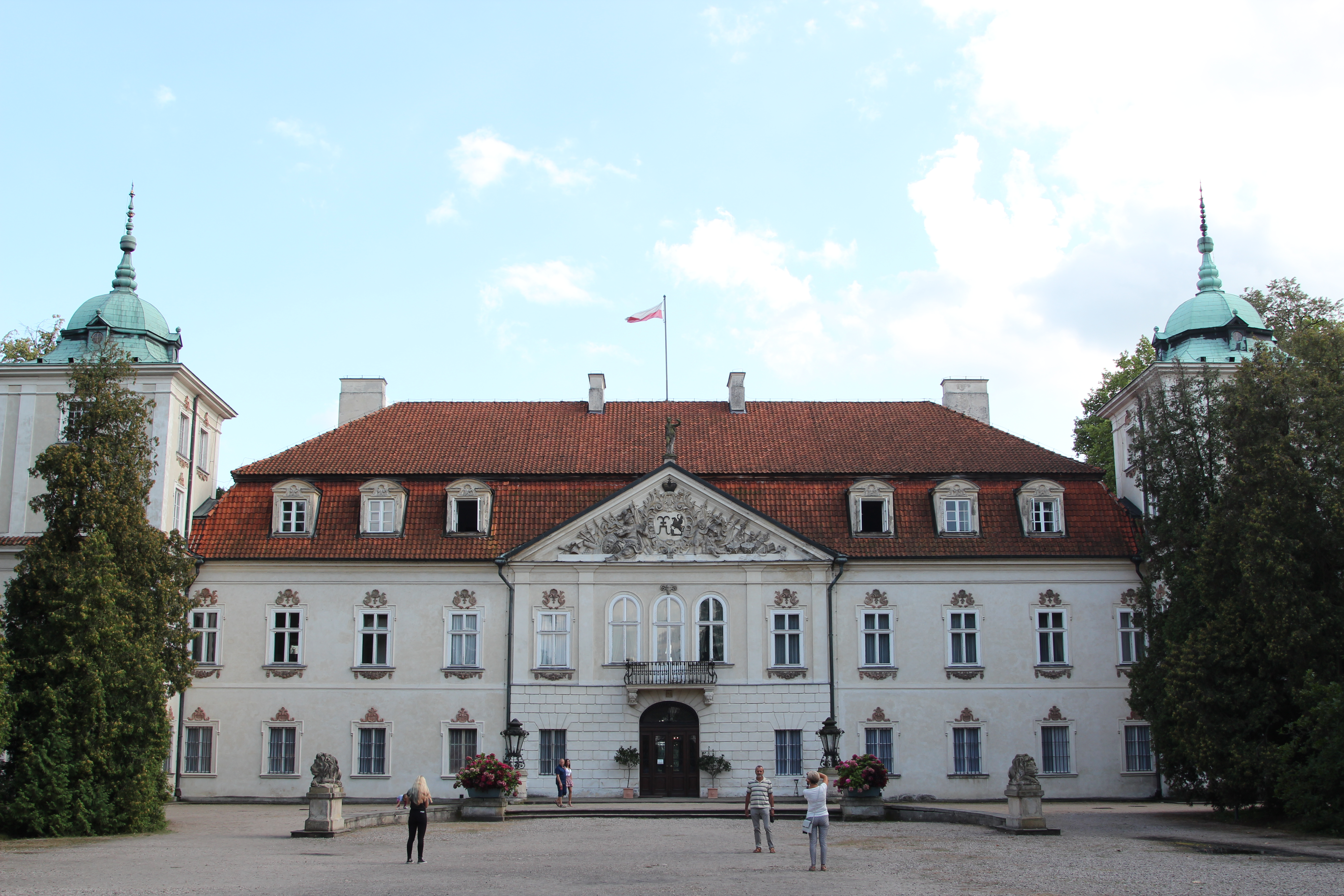
Front z herbami Oginiec i Pogoń
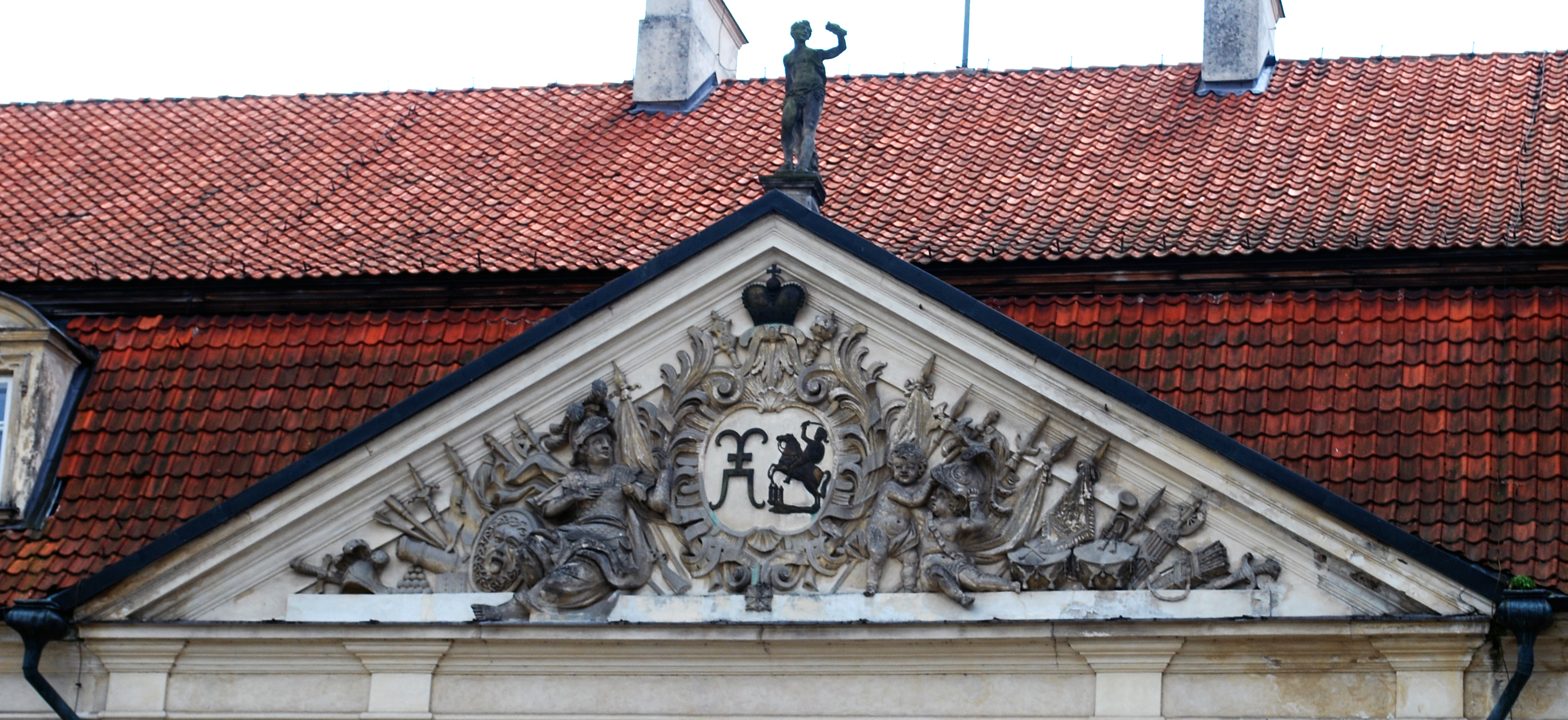
Herby Oginiec i Pogoń
Herb Oginiec (Brama)
Herb Pogoń
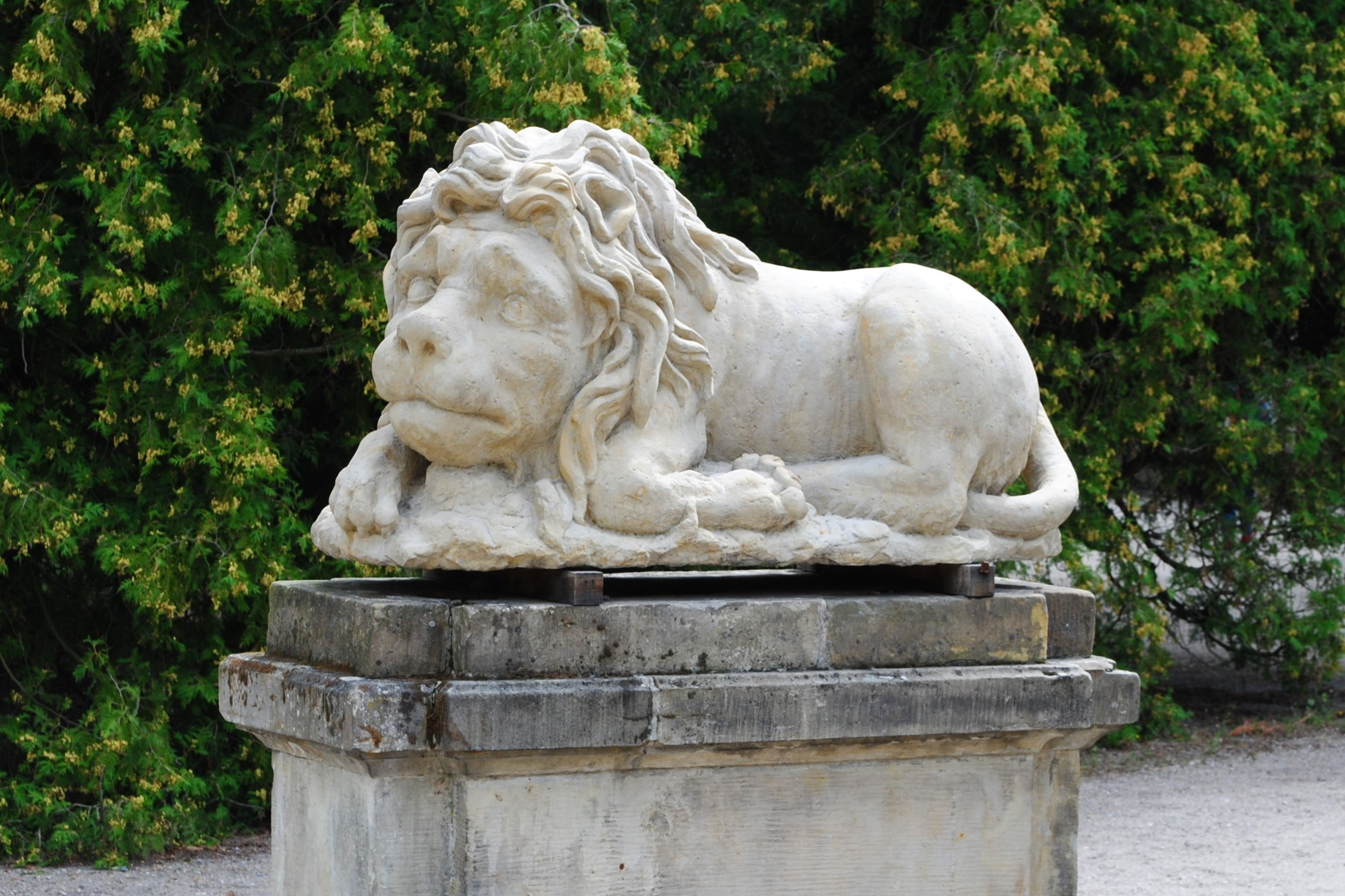
Rzeźba przed pałacem
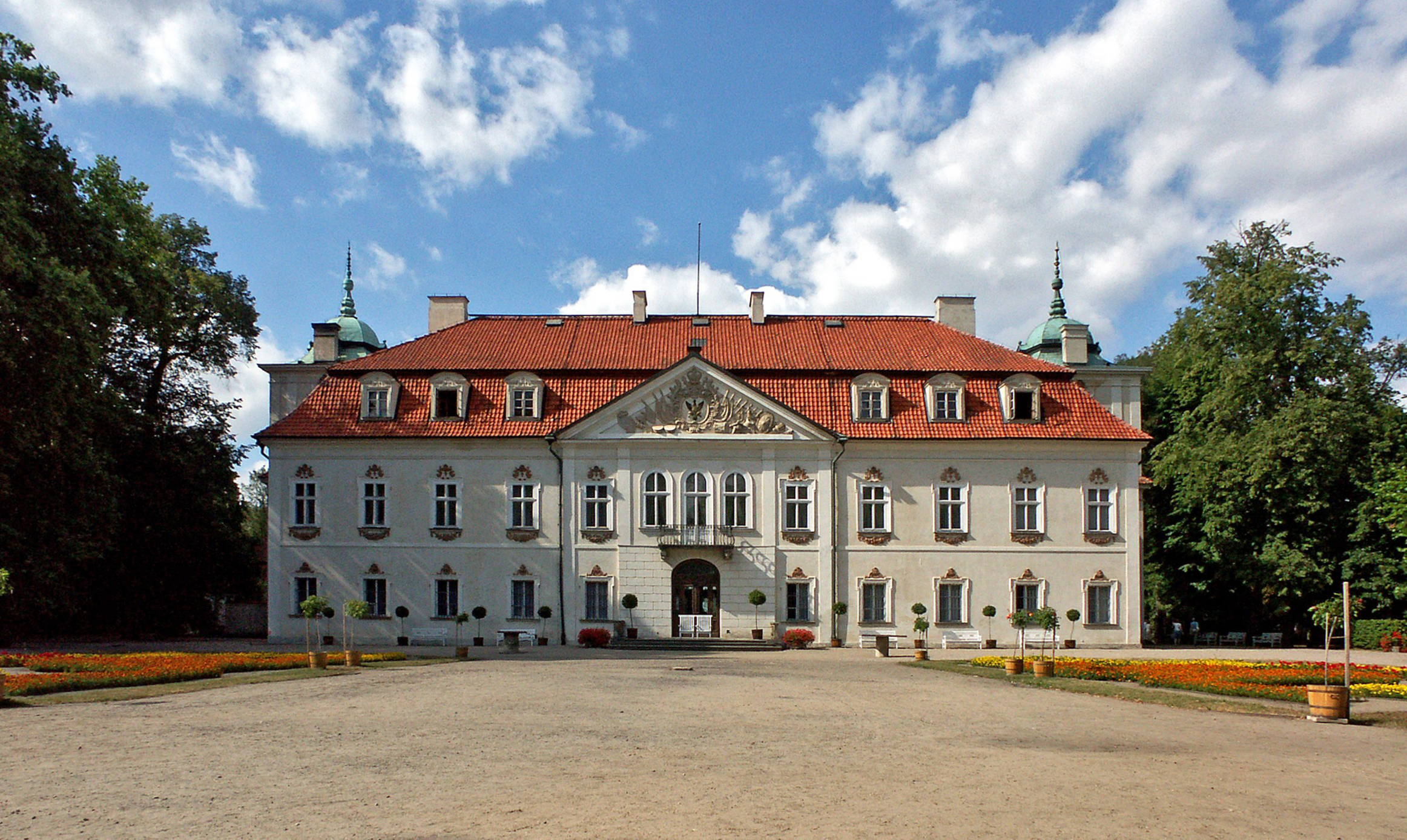
Elewacja od ogrodu z herbem Trąby
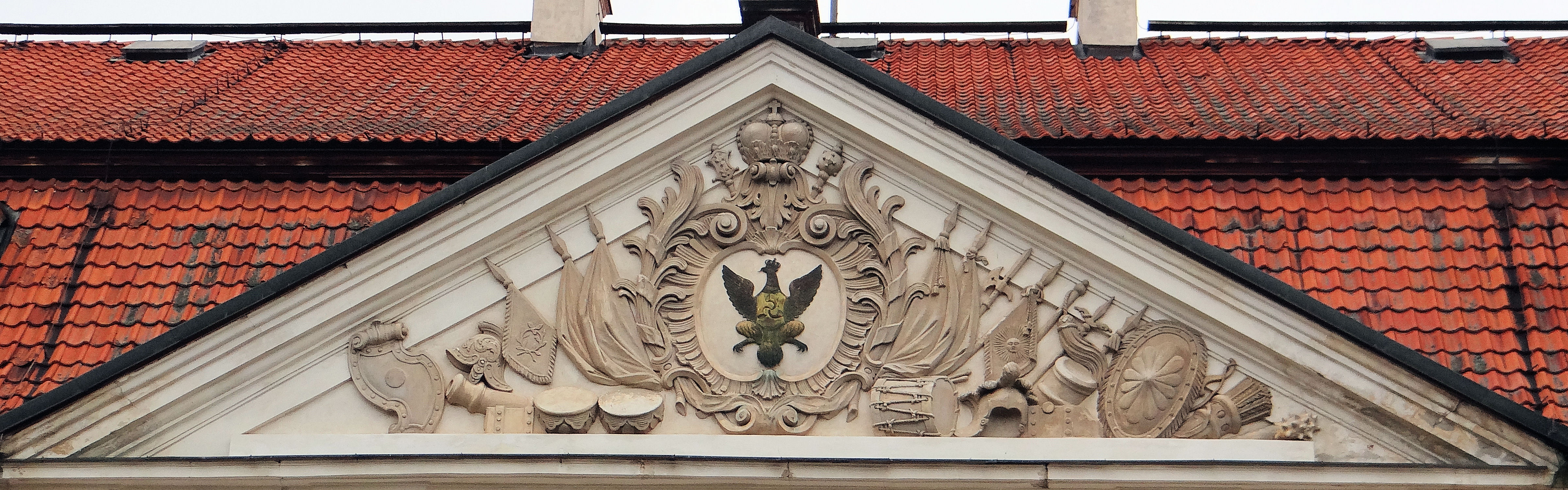
Herb Trąby Radziwiłłów
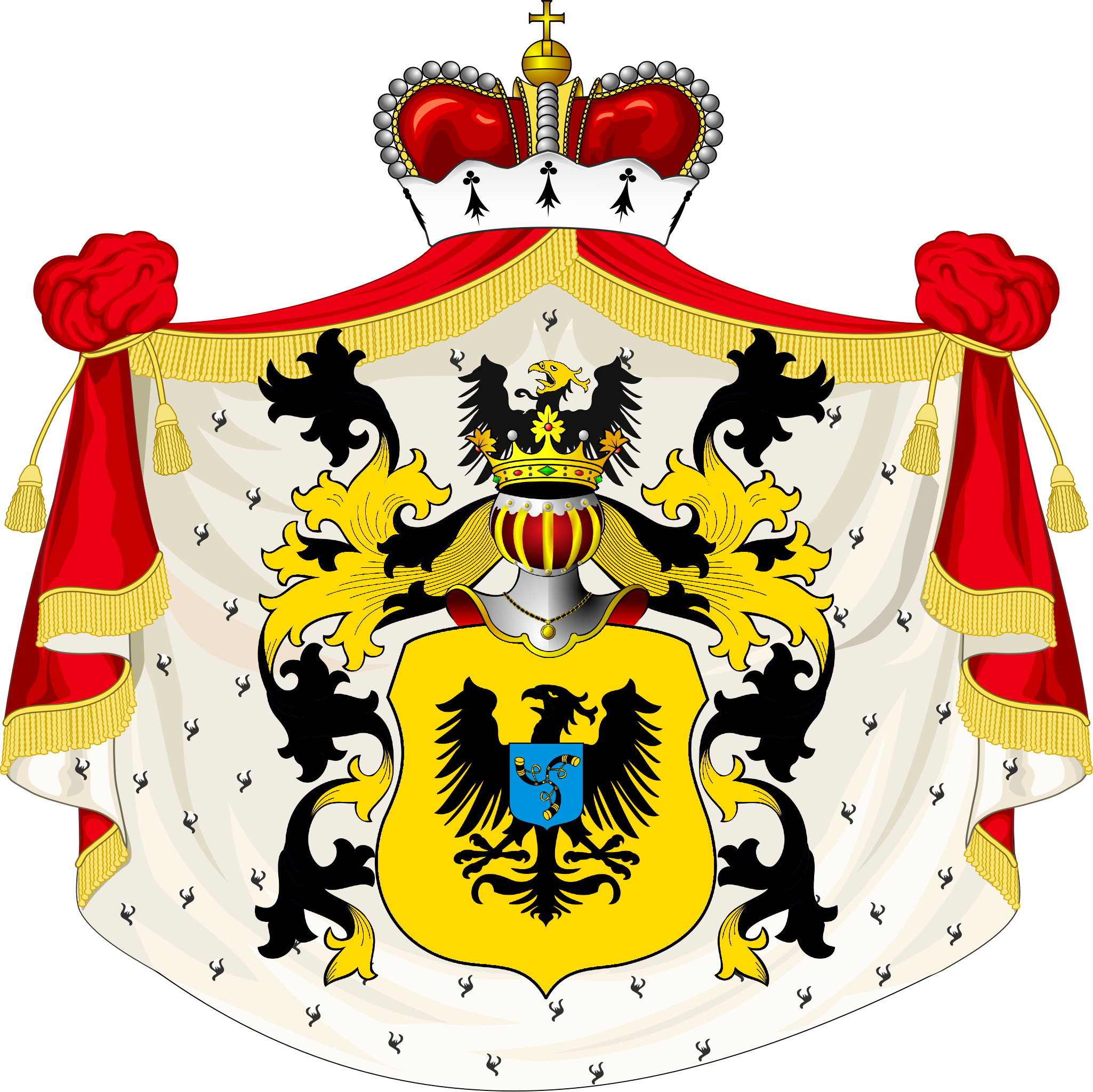
Herb Trąby Radziwiłłów